# Haliclona bifacialis
Haliclona bifacialis är en svampdjursart som beskrevs av Sarà 1978. Haliclona bifacialis ingår i släktet Haliclona och familjen Chalinidae. Inga underarter finns listade i Catalogue of Life.